# Naissance en 1061
Naissance
- 1057
- 1058
- 1059
- 1060
- 1061
- 1062
- 1063
- 1064
- 1065

Cette page dresse une liste de personnalités nées au cours de l'année 1061 :
- 18 juin : Florent Ier de Frise occidentale, comte en Frise Occidentale.

- Ahmad Ghazali, mystique, écrivain et prêcheur persan.
- Al-Maziri (en), connu également en tant qu' Imam al-Maziri ou Imam al-Mazari, juriste tunisien.
- Al-Tughrai (en), ou Mu'ayyad al-Din Abu Isma‘il al-Husayn ibn Ali al-Tughra'i, médecin persan.
- Wuyashu (en), chef du clan Wanyan.